# Phryganodes biguttata
Phryganodes biguttata là một loài bướm đêm trong họ Crambidae.